# Washington Township (comté de Tazewell, Illinois)
Pour les articles homonymes, voir Washington Township.
Washington Township est un township du comté de Tazewell dans l'Illinois, aux États-Unis,. En 2010, le township comptait une population de 23 604 habitants.

## Source de la traduction
- (en) Cet article est partiellement ou en totalité issu de l’article de Wikipédia en anglais intitulé « Washington Township, Tazewell County, Illinois » (voir la liste des auteurs).